# Bassus brevicaudis
Bassus brevicaudis is een insect dat behoort tot de familie van de schildwespen (Braconidae) uit de orde vliesvleugeligen (Hymenoptera). De wetenschappelijke naam van de soort werd, als Microdus brevicaudis, voor het eerst geldig gepubliceerd door Reinhard in 1867. Hij baseerde zijn beschrijving op 2 vrouwtjes uit Gastein in de Oostenrijkse deelstaat Salzburg.